# Ananas

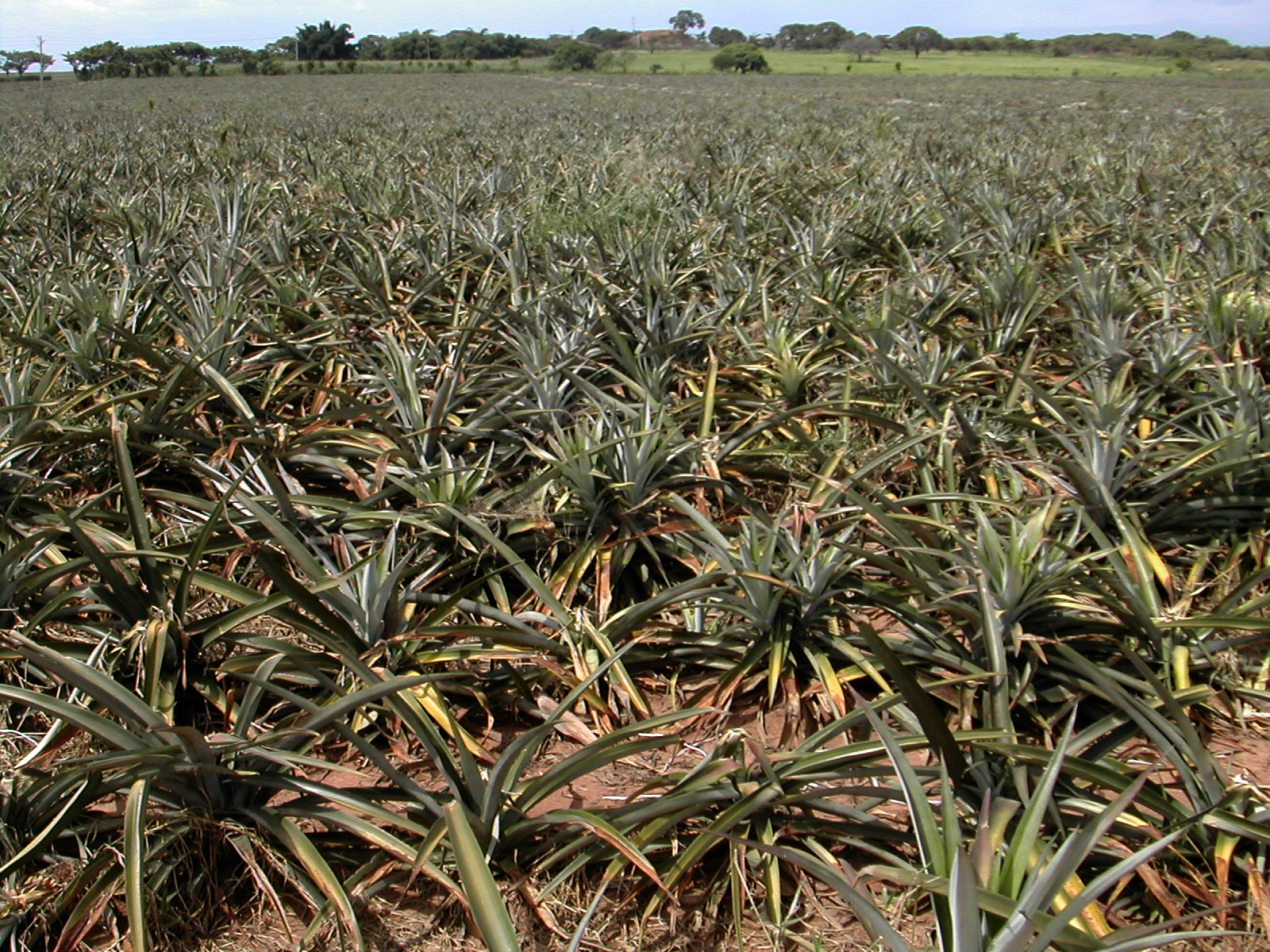
Polowa uprawa ananasów jadalnych

Ananas (Ananas Mill.) – rodzaj roślin zielnych z rodziny bromeliowatych (Bromeliaceae). Obejmuje w zależności od ujęcia jeden do ok. 7 gatunków. Rośliny te w stanie naturalnym rosną w Ameryce Południowej. Już w okresie przedkolumbijskim rozpowszechniona w uprawie została beznasienna odmiana ananasa jadalnego o soczystym owocostanie. Nazwa rodzajowa utworzona została od nazwy tych roślin w językach tupi (nana).
Ananas to także nazwa owocostanu ananasa jadalnego. Jest on duży i soczysty, wyrasta na szczycie krótkiej łodygi u nasady z rozetą kolczastych liści. Do głównych producentów należą Hawaje, Brazylia, Meksyk i Filipiny. W Europie plantacje ananasów znajdują się na Azorach, w Wielkiej Brytanii uprawiany w szklarniach był od początku XVIII wieku.
W obrębie rodzaju rośliną użytkową (włóknodajną) jest także Ananas lucidus.

## Systematyka
Pozycja rodzaju według Angiosperm Phylogeny Website (aktualizowany system APG IV z 2016)
Jeden z rodzajów podrodziny Bromelioideae Burnett z rodziny bromeliowatych (Bromeliaceae) z rzędu wiechlinowców (Poales).
Gatunki
- Ananas ananassoides (Baker) L. B. Sm.
- Ananas bracteatus (Lindl.) Schult. & Schult. f.
- Ananas comosus (L.) Merr. – ananas jadalny
- Ananas fritzmuelleri Camargo
- Ananas lucidus Mill.
- Ananas microcephalus Linden ex Baker
- Ananas nanus (L. B. Sm.) L. B. Sm.
- Ananas parguazensis Camargo & L. B. Sm.